# Lilium bosniacum

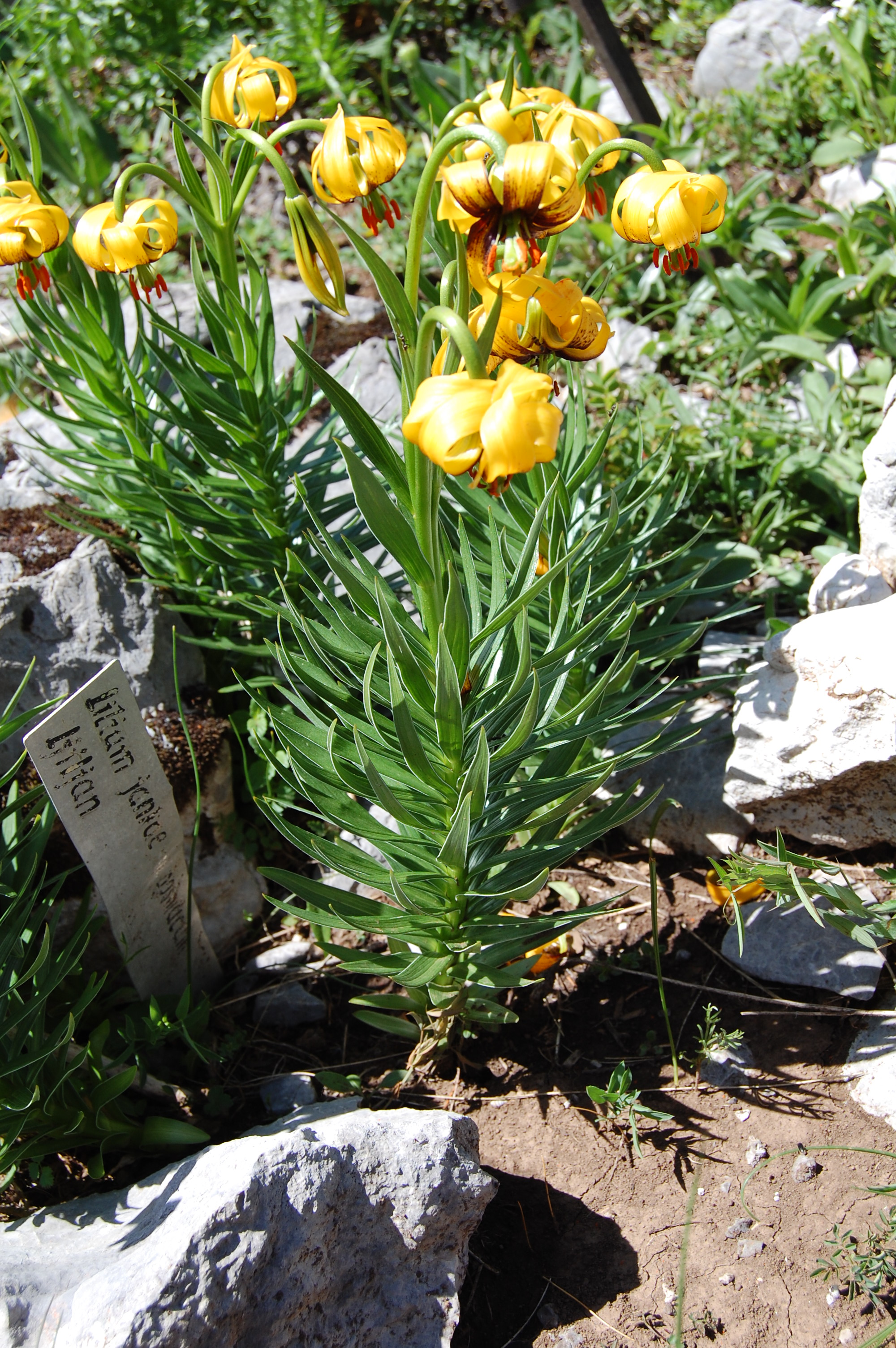
Lilium bosniacum.

Lilium bosniacum é uma espécie de lírio, nativa da Bósnia e Herzegovina. A planta alcança um altura entre  40–90 cm.